# Акция (газета)
«А́кция» — газета тематики «general interests», направленная на молодёжную аудиторию. Издавалась в с 12 апреля 2001 года по май 2013 года. Распространялась в Москве бесплатно. С 2001 по 2012 год главным редактором «Акции» была Светлана Максимченко. Основатель и издатель — Павел Попов.

## История
В апреле 2001 года студенты-энтузиасты выпустили первый номер газеты «Акция». Первый тираж составил 999 экземпляров. В разное время тираж газеты составлял от 10 до 300 тысяч экземпляров. С первого номера «Акция» была бесплатной и распространялась в вузах, кафе, кинотеатрах и прочих общественных местах. В разные периоды газета выходила из печати с разной периодичностью: либо, как ежемесячная, либо, как раз в две недели.
Позиционировалась независимой от государства, политических партий, не состояла в крупных медиахолдингах и существовала на деньги рекламодателей.
Каждый декабрь, начиная с 2008 года, газета публиковала собственный рейтинг «Молодых людей года»  — те, кто по возрасту не достиг 30 лет, но внесли заметный вклад в общественную сферу за прошедший год (номинации: политика, общество, медиа, наука, музыка, кино, спорт и др.).
«Акция» носила экспериментальный характер и предоставляла профессиональную площадку для начинающих редакторов, журналистов и дизайнеров. В «Акции» в разное время работали Игорь Садреев (в дальнейшем главный редактор The Village и журнала Esquire), Алексей Аметов (издатель Look At Media), Егор Тимофеев (PR-директор РБК), Лиза Биргер (книжный обозреватель газеты Коммерсантъ), Анна Гилева (соорганизатор Московской Печа-кучи, куратор сайта «Теорий и практик»), Константин Лукьянов (арт-директор The Art Newspaper), Александр Перепёлкин (сооснователь PR-агентства Lunar Hare) и многие другие.
Последний номер газеты вышел 8 мая 2013 года.

### Название
Слово «акция» в названии газеты имело два смысла — ценная бумага (студенты-основатели изучали рынок ценных бумаг, а газета была придумана как один из проектов Молодёжного финансового центра) и действие (политическая акция, общественная акция, экологическая акция). После того, как газета приобрела популярность, была запущена схожая по концепции газета «Re:акция», которую связывали с движением «Наши».

## Награды
- 2003 - 2010 — Газета получила более 20 наград во всероссийском конкурсе «Газетный дизайн»[7].
- 2007 год — премия Союза журналистов России в номинации «Публикация против нацизма и ксенофобии» — за спецвыпуск, посвященный Грузии и грузинам[источник не указан 2414 дней]. И World’s Best-Designed Newspaper на международном конкурсе Всемирного общества новостного дизайна Society for News Design[англ.][8][9].
- 2008 —  Вторая награда World’s Best-Designed Newspaper[9][10]. За всю историю конкурса награду дважды получали только The New York Times (США), The Independent on Sunday (Великобритания), Die Zeit (Германия), Frankfurter Allgemeine Sonntagszeitung (Германия), Record (Мексика), The Guardian (Великобритания), Expresso (Португалия), Welt am Sonntag (Германия).
- 2010 — World Young Reader Prize — международная премия, присуждаемая за работу с молодыми читателями Всемирной газетной ассоциацией (WAN-IFRA). «Акция» получила главный приз в номинации Research за рейтинг «50 работодателей мечты для молодых специалистов» и приложение «Акция.Карьера», а также упоминание жюри за проект бесплатного книжного «Акция. Обменник»[11].

### Комментарии
1. ↑  Впоследствии генеральный директор «Москино» и директор департамента кинематографии и цифрового развития Минкультуры[3].